# 里登海姆
里登海姆是德国巴伐利亚州的一个市镇。总面积23.99平方公里，总人口745人，其中男性405人，女性340人（2011年12月31日），人口密度31人/平方公里。